# Grupo Carrefour Brasil
Grupo Carrefour Brasil é uma empresa de comércio varejista brasileira controlada pelo grupo francês Carrefour. Opera sob as marcas Carrefour, Atacadão e Sam's Club, sendo este considerado o maior atacadista do Brasil. Após a aquisição do Grupo BIG, se tornou a maior empregadora privada do Brasil. É considerada a maior empresa do varejo alimentício no país, segundo o Ranking ABRAS 2022.

## História

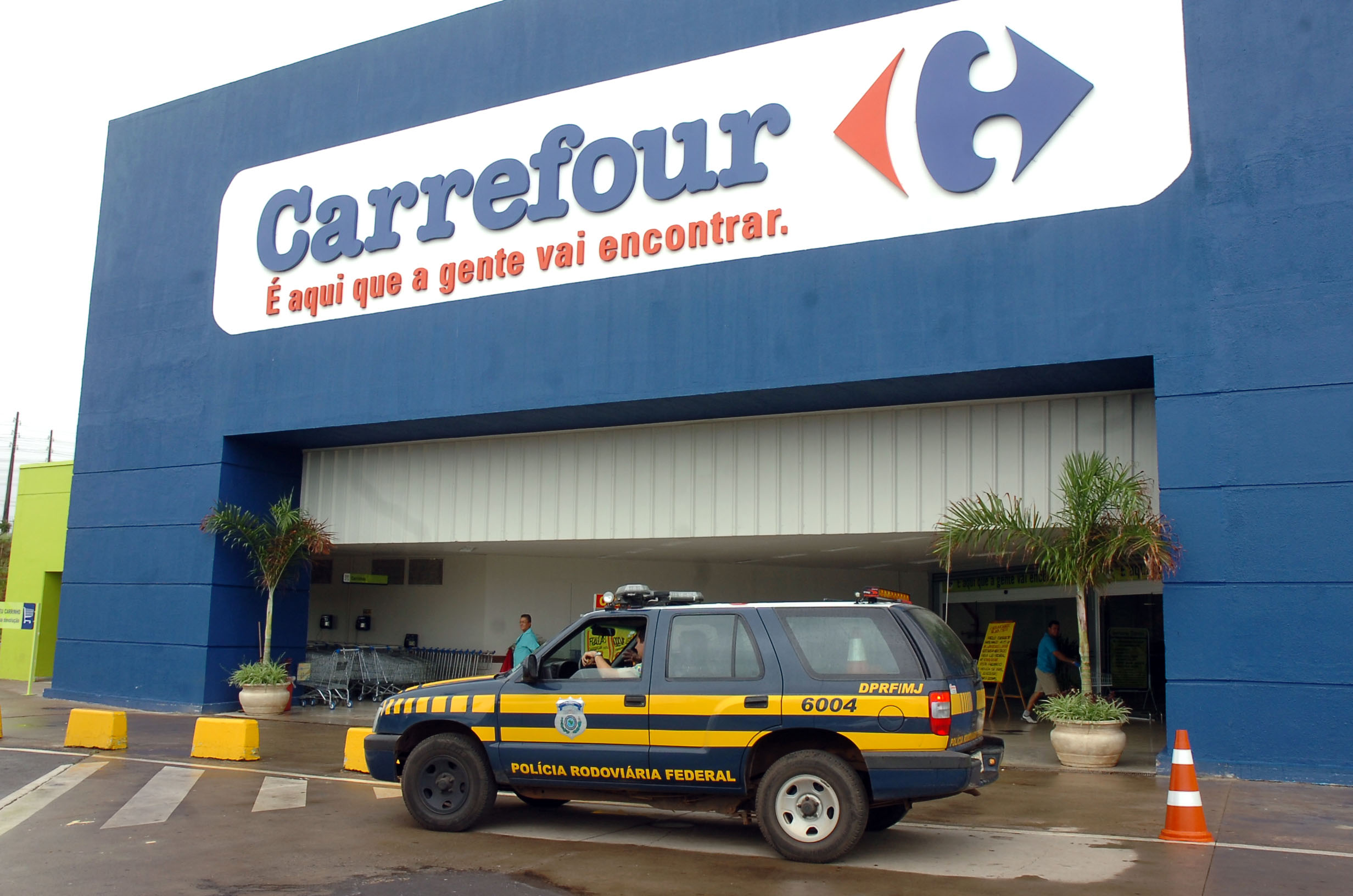
Filial em Brasília, DF

A história do Carrefour no Brasil começou em 1975 com a abertura do primeiro hipermercado do Brasil localizado em São Paulo. No ano seguinte era aberto a segunda unidade do Carrefour no Brasil, agora na Barra da Tijuca, no Rio de Janeiro.
Anos mais tarde, em 1989, o Carrefour lança o Cartão Carrefour, que posteriormente se transformou em um grande método de financiamento de compras na rede de lojas do grupo. Entre 1992 e 1999, o Carrefour abriu 59 lojas em todo o Brasil, com um investimento de US$ 100 milhões. Em 1993 o Carrefour abriu o primeiro Posto Carrefour de marca própria localizado em Santo André.
Em 1997, adquiriu 50% do negócio de hipermercados do grupo Eldorado, com 8 lojas (sendo 7 em São Paulo e outra em Campo Grande). As lojas foram incorporadas ao portfólio do grupo francês e custaram cerca de R$ 200 milhões.
Em 1999, com uma disputa acirrada com o Grupo Pão de Açúcar pela liderança no ranking de varejistas alimentares no Brasil, o grupo adquiriu o controle da rede de supermercados Planaltão, com sede em Brasília. Na época, a aquisição foi estimada em R$ 80 milhões. O Planaltão teve faturamento de R$ 174,8 milhões em 1998 e representou uma oportunidade de crescimento no Distrito Federal.
Ainda em 1999, adquiriu outras redes regionais, como a Roncetti no Espírito Santo e as redes Dallas, Rainha e Continente (ambas pertencentes a família Cunha), no Rio de Janeiro. A aquisição das redes cariocas trouxe 32 novas lojas para a plataforma do grupo. Se estimava que a transação tivesse custado cerca de R$ 450 milhões aos franceses.
Em 2005, era aberta a centésima loja no formato hipermercado no Brasil localizada no bairro do Morumbi, em São Paulo. No mesmo ano, o Carrefour criava o Carrefour Bairro, que operava em um formato de supermercado no começo restrito apenas para São Paulo, mas depois o Carrefour Bairro abriu lojas em Minas Gerais e no Distrito Federal. No mesmo ano, o Carrefour criava mais uma  bandeira própria, mas desta vez operava como Drogaria Carrefour, com a venda de medicamentos e produtos de higiene e beleza.
Em 2006, para continuar expandindo seus negócios, o Carrefour criou a Linha Viver, uma marca de produtos diet, light e orgânicos vendidas apenas nas lojas do grupo. No mesmo ano o Carrefour inaugurou o primeiro hipermercado aberto 24 horas por dia localizada no Guarujá.
Em maio de 2007, o Banco Central autoriza o funcionamento do Banco Carrefour. Esta empresa é a sucessora da Carrefour Administradora de Cartões, empresa que gerenciava os cartões private label do Carrefour.

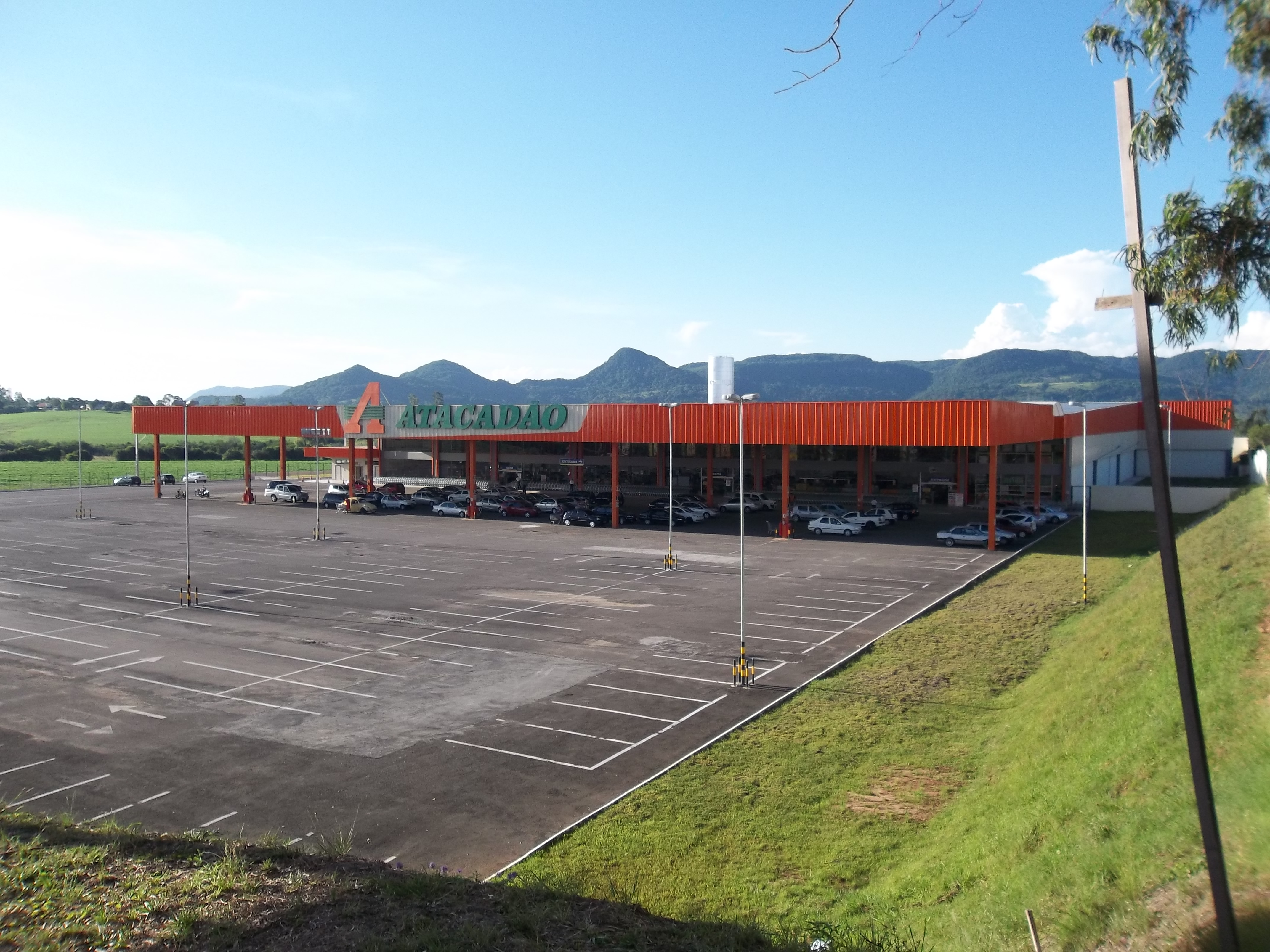
Atacadão de Santa Maria, no Rio Grande do Sul. Supermercado situado entre os bairros São José e Camobi.

Em 2007, o então presidente mundial do Carrefour, José Luis Duran, teria dado um ultimato para a operação brasileira. Duran teria dito que, se em dois anos os resultados locais da empresa não melhorassem e os negócios não voltassem a crescer na velocidade desejada, o Carrefour iria se retirar do país. Segundo analistas de mercado, as compras desajeitadas do grupo em redes regionais e a falta de integração das marcas prejudicavam o andamento das operações brasileiras. Além disso, a matriz francesa era pouco flexível com negociações com fornecedores e até mesmo na abertura e fechamento de lojas. Meses depois, ainda em 2007, a rede francesa adquiriu o Atacadão, numa negociação de R$ 2,2 bilhões. O Atacadão tinha 34 lojas, sendo 17 apenas no estado de São Paulo.

Em 2011, seguindo a matriz francesa, a filial brasileira segregou as lojas de hard discount Dia. No mesmo ano, vendeu 49% da operação financeira do grupo (o Banco Carrefour) para o Itaú Unibanco, em uma transação de R$ 725 milhões.

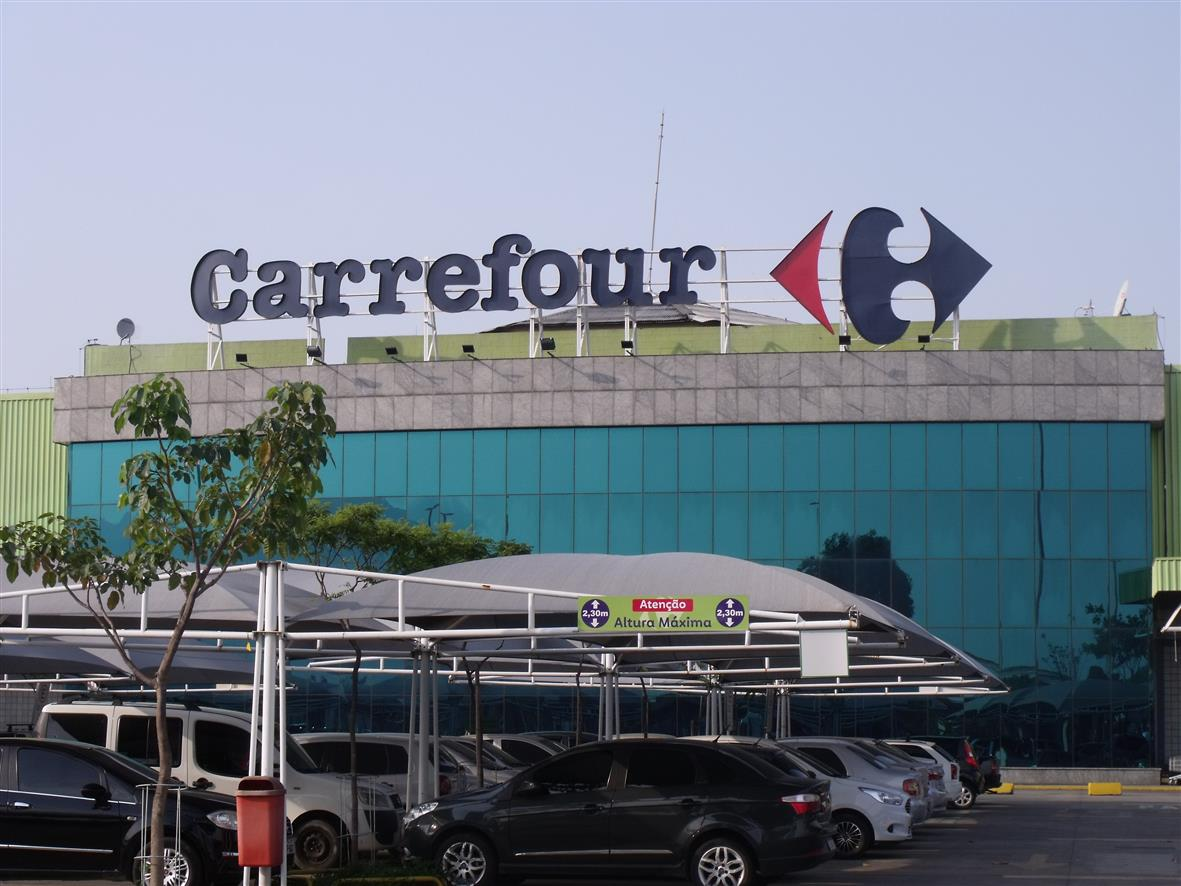
Filial em Belford Roxo, RJ.

Em 2014, o Carrefour abriu mais uma bandeira no Brasil, o Carrefour Express com lojas em grandes centros comerciais em São Paulo e uma versão mais compacta do Carrefour Hiper em concorrência com grandes supermercados como o Pão de Açúcar. O formato Express é definido como varejo de proximidade e possui três frentes principais: produtos de consumo imediato, produtos de consumo do dia-a-dia e produtos de consumo mais planejado. Este formato é caraterizado por compras menores em locais próximos à residência ou trabalho. No mesmo ano, o Carrefour trouxe para o Brasil, o Supeco (modelo criado na Espanha e semelhante ao Atacadão).
Em 2017, abriu seu capital na B3, bolsa de valores brasileira. O IPO movimentou R$ 5,125 bilhões e foi o maior IPO em 4 anos. As ações estrearam por R$ 15 com negociações a partir de 20 de julho daquele ano.
Em 2018, abriu uma nova loja em São Paulo, desta vez com uma nova bandeira, a Carrefour Market. A bandeira tem como foco lojas de proximidade, de 500 metros quadrados. O conceito seria um intermediário entre os modelos Express, de 200 metros quadrados, e Bairro, de 1.200 metros quadrados.
Em 2020, na esteira do crescimento do Atacadão, sua principal bandeira de cash-&-carry, o grupo comprou 30 lojas do atacadista holandês Makro por R$ 1,95 bilhão. A compra envolveu ainda 14 postos de combustíveis anexos as lojas do Makro. A compra foi aprovada pelo CADE em setembro de 2020. As lojas demoraram cerca de seis meses para serem totalmente integradas.
Em março de 2021, a filial brasileira anunciou a compra das operações do concorrente Grupo BIG. A aquisição custou R$ 7,5 bilhões e permitiu ao grupo francês ampliar a presença em mercados com pouca representatividade (regiões Sul e Nordeste), por meio de marcas regionais (BIG e Bompreço). O grupo ainda anunciou que iria atuar em um novo segmento de lojas, de clube de compras, com a bandeira Sam's Club. A aquisição foi paga 70% em dinheiro e 30% em ações do Carrefour Brasil, sendo que, no ato da aquisição, o Carrefour antecipou R$ 900 milhões aos vendedores do Grupo BIG (Advent e Walmart). Em novembro do mesmo ano, o CADE (Conselho Administrativo de Defesa Econômica) determinou que a aquisição, envolvendo Carrefour e BIG, era "complexa" e pediu mais prazo para ser apreciada.
Posteriormente, em janeiro de 2022, a Superintendência Geral do órgão recomendou a aprovação da transação, condicionada a venda de algumas unidade do varejo de autosserviço. Por fim, em maio de 2022, o órgão aprovou, com restrições, a compra do Grupo BIG pelo Carrefour Brasil. A decisão foi unânime e está condicionada a venda de determinadas lojas do BIG em cidades como Gravataí, Maceió, Olinda e Recife. O Carrefour, no entanto, já tinha propostas para venda das lojas alvo do desinvestimento do BIG naquela ocasião. Finalmente, em 7 de junho de 2022, a aquisição foi concluída e o Grupo BIG passou a ser uma subsidiária do Carrefour Brasil.

## Empresas

### Carrefour

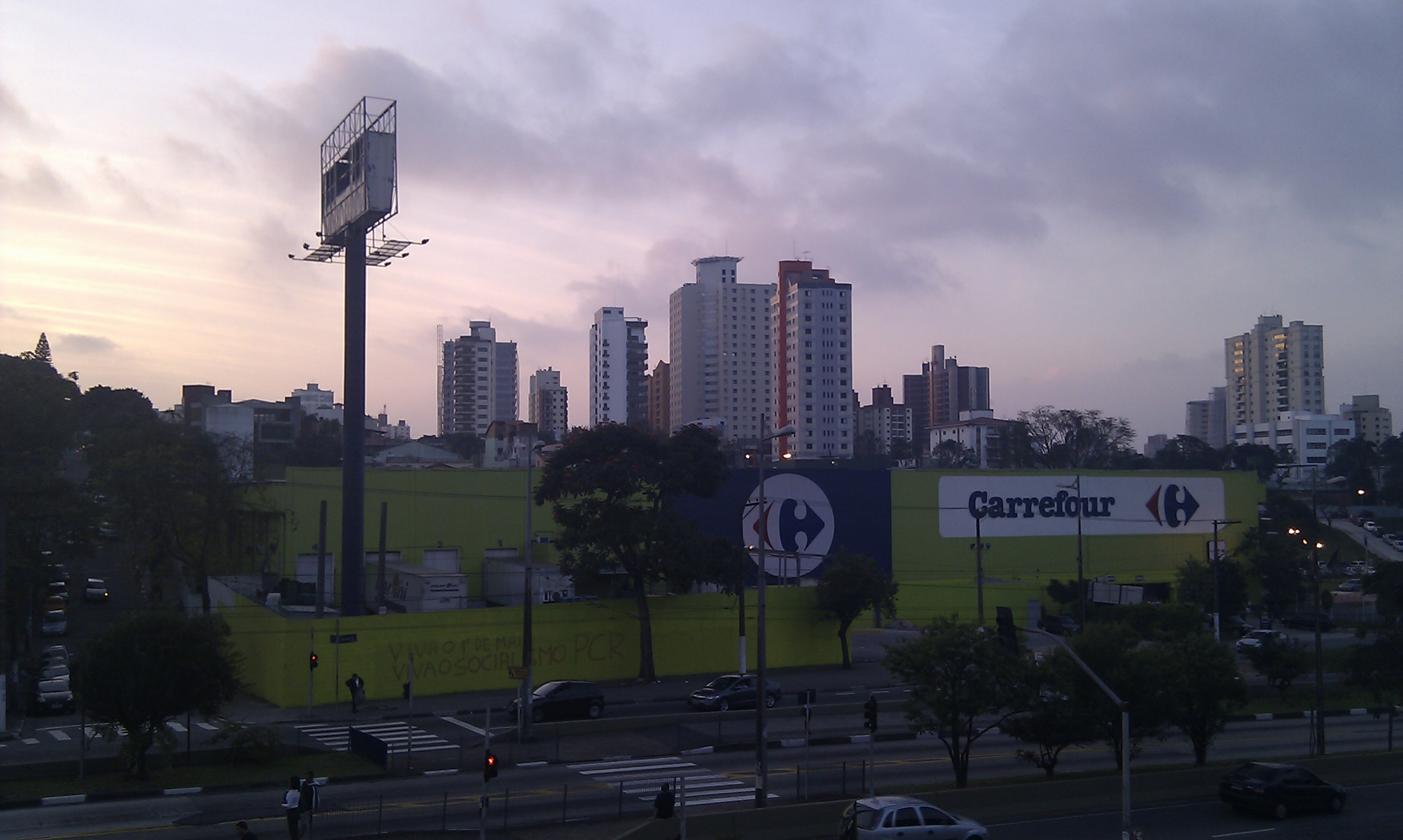
Filial em Santo André, SP.

O Carrefour opera várias bandeiras com a marca Carrefour e inclui Hipermercado, Supermercado, Loja de proximidade, drogaria e posto de gasolina.
- Carrefour Hiper: Opera como hipermercado. Atualmente possui cerca de 170 lojas neste formato.[1]
- Carrefour Bairro: Opera como loja de proximidade e é localizado dentro de grandes ou pequenos bairros. Além de contar com uma grande venda de produtos orgânicos, o Carrefour Bairro contém higienização dos produtos e estacionamentos cobertos.
- Carrefour Express: Opera como supermercado com lojas localizadas somente no estado de São Paulo, e suas lojas operam como minimercado e fica dentro de áreas comerciais.
- Carrefour Market: Opera como supermercado (também localizado somente no estado de São Paulo) e seu foco é na venda de produtos frescos e prontos.
- Drogaria Carrefour: Farmácia (drugstore) com vendas de medicamentos e produtos de beleza. Suas lojas estão dentro das unidades do Carrefour Hiper.
- Posto Carrefour: Posto de combustível que atende seis carros ao máximo com cinco tanques de gasolina. Além de estarem localizadas dentro dos Hipermercados há unidades que estão localizadas dentro das lojas do Atacadão.

### Atacadão

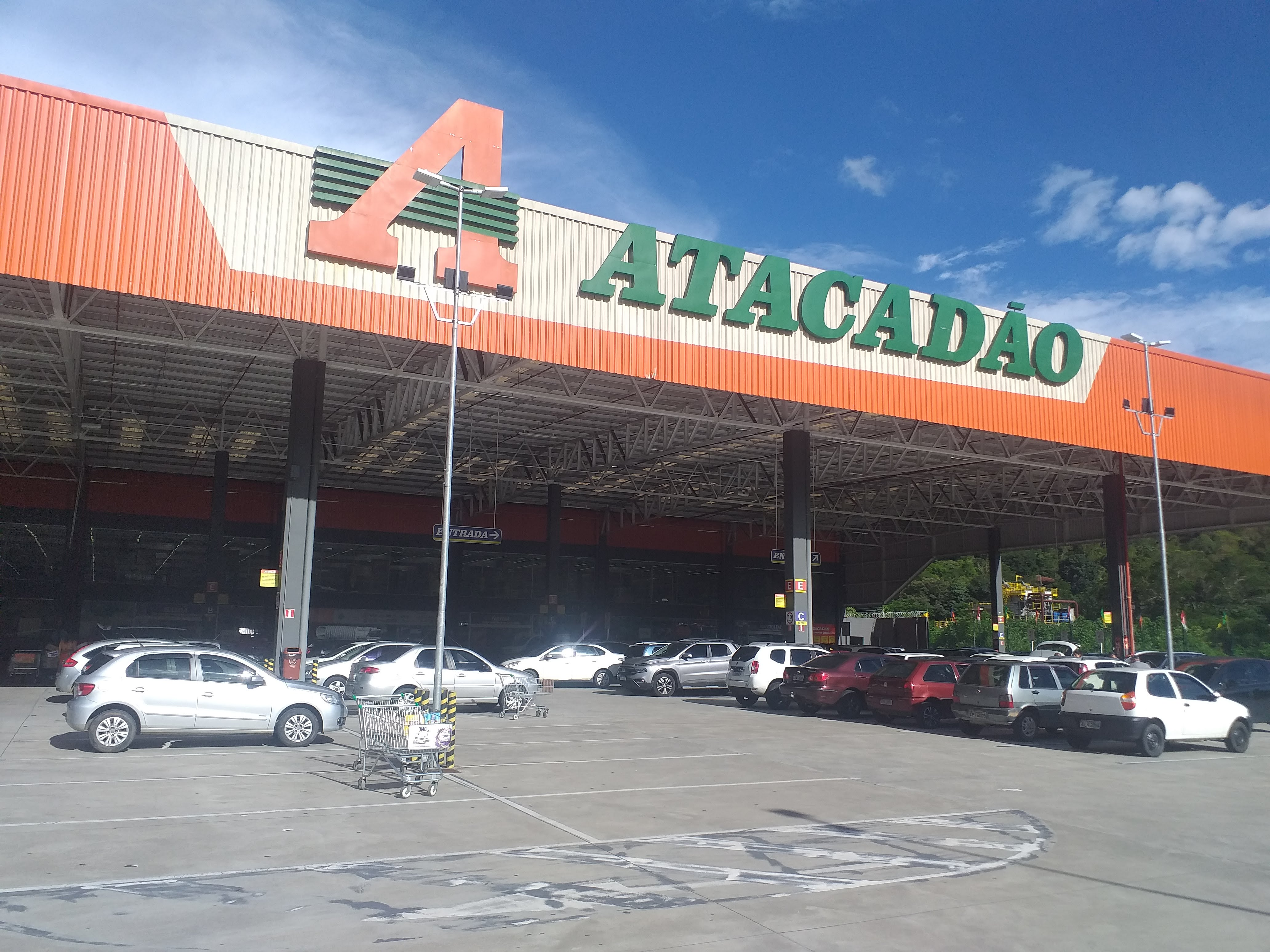
Filial do Atacadão em Nova Friburgo

O Atacadão é considerado o maior serviço de cash-&-carry do país. Atualmente possui 344 lojas no Brasil. Suas lojas operam em dois modelos:
- Autosserviço: Modelo tradicional, com vendas de produtos em maior volume e dedicado a pequenas e médias empresas, além do consumidor final.
- Central de Distribuição: venda de produtos para grandes empresa como hospitais e hotéis, além de grandes comerciantes.

Está em presente em todos os estados do Brasil e também no Distrito Federal. Desde a compra do Atacadão pelo Carrefour, o modelo foi exportado para a Colômbia, Argentina, Marrocos, Romênia e Espanha, em alguns destes países com a bandeira SUPECO e MAXI. Algumas unidades contam com serviços, como: Posto Atacadão e Drogaria Atacadão.
Em 2014, o modelo Supeco criado na Espanha veio para o Brasil com uma loja localizada em Sorocaba, no interior de São Paulo que anteriormente era uma loja do Atacadão.

### Sam's Club

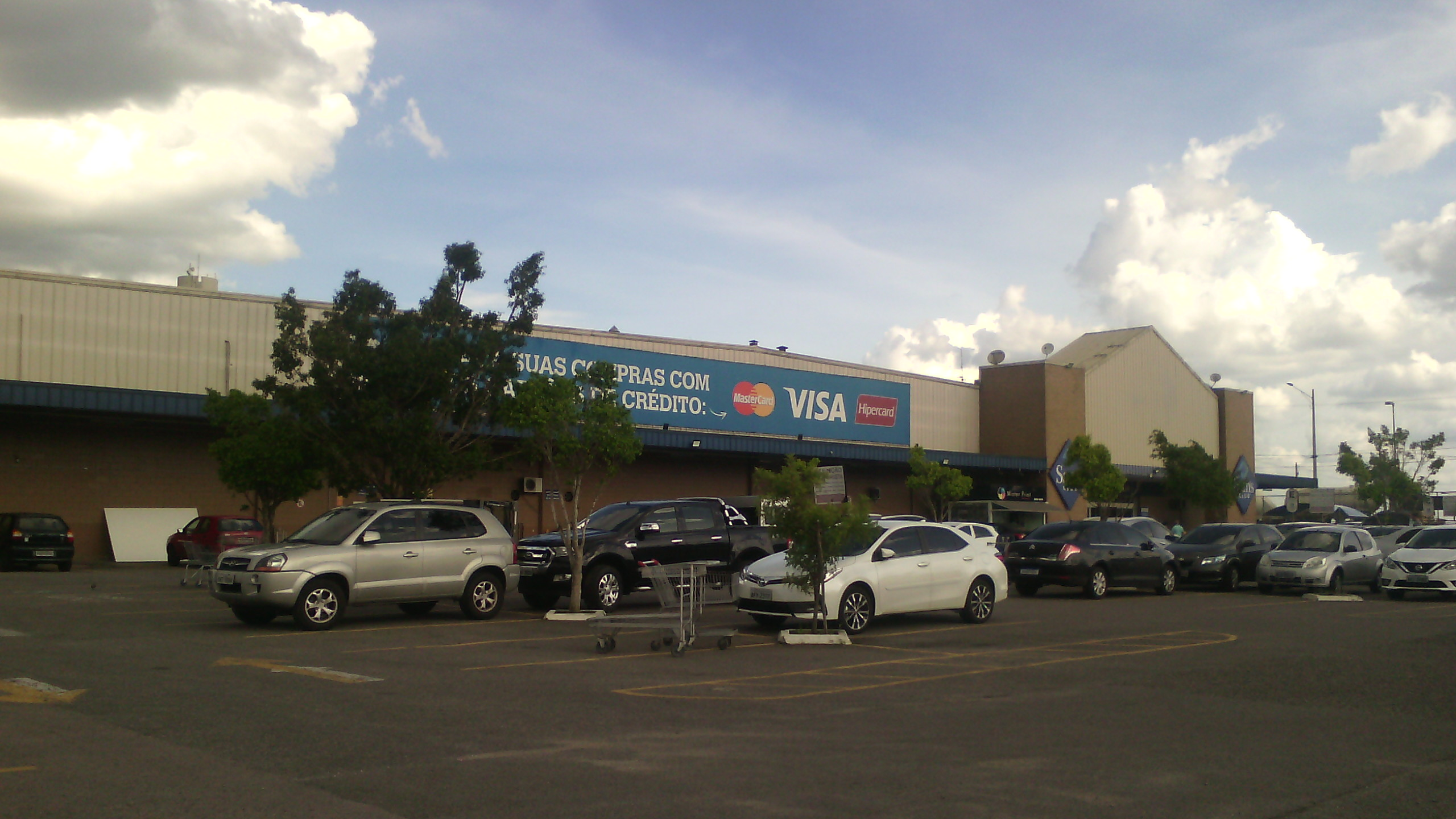
Unidade Sam's Club localizada no bairro Atuba, em Curitiba.

O Sam's Club é um clube de compras e seu modelo de funcionamento se assemelha a um atacarejo, onde o consumidor tem opções em embalagens econômicas, mas também encontra itens exclusivos de marca própria, geralmente importados. O modelo funciona no sistema de clube de compras, com o pagamento de uma anuidade para acessar as lojas da rede.
A bandeira Sam's Club está presente no Brasil desde 1995, sendo que a sua primeira unidade foi inaugurada na cidade de São Caetano do Sul, região do ABC paulista. Quando foi adquirida pelo Carrefour, a rede contava com 50 unidades nos estados de São Paulo, Rio de Janeiro, Paraná, Santa Catarina, Rio Grande do Sul, Mato Grosso do Sul, Goiás, Minas Gerais, Espírito Santo, Bahia, Sergipe, Alagoas, Pernambuco, Rio Grande do Norte e Ceará, além de duas lojas no Distrito Federal.
O formato é considerado pelo grupo como peça-chave em sua expansão.

### Comércio eletrônico
Até 2012, a rede francesa operava com uma loja virtual, que foi fechada em dezembro deste ano. As justificativas eram de "focar em suas operações físicas, como o Atacadão e o próprio Carrefour". Quatro anos mais tarde, em 2016, o grupo anunciou o retorno de sua operação de e-commerce no país, inicialmente vendendo produtos não alimentícios, como eletroeletrônicos. Dois anos mais tarde, o grupo anunciou o início das vendas de produtos alimentares no site, inicialmente restrito em Barueri, Guarulhos, Osasco, Taboão da Serra, Santo André, São Bernardo do Campo, São Caetano do Sul e Diadema.

## Controvérsias

### Processos judicais
A partir de 2007 a rede sofreu pelo menos quatro processos contra violência, racismo e homofobia, além da execução de um homem, por humilhação pública contra empregados e violência infantil.
Em um dos casos um homem negro dono de uma EcoSport foi confundido com um ladrão, levado por seguranças terceirizados para dentro da rede e torturado física e psiquicamente por mais de 15 minutos, além de ouvir ofensas referentes à sua cor negra. A rede afastou o segurança e descredenciou a empresa terceirizada de segurança, contra violência, racismo e homofobia além de uma execução contra um homem que furtava 4 peças de carne de galinha, por humilhação pública contra empregados.
Outro caso de espancamento seguido de morte ocorreu na loja do Supermercado Dia e Noite, subsidiária do grupo Carrefour em São Carlos. O furto de dois pães de queijo, algumas coxinhas e creme para cabelo, cometido pelo pedreiro Ademir Peraro, à época com 43 anos, motivou o seu espancamento pelo supervisor da loja e um segurança. Após a seção de tortura a vítima foi trancada no banheiro até o fechamento da loja, quando foi jogado na rua. Socorrido por familiares, foi levado ao hospital; antes de vir a óbito, o pedreiro conseguiu relatar a tortura a que foi submetido.
O processo mais oneroso para o Carrefour até o momento foi na quantia de R$50.000, seguido por outro de R$44.640.

### Caso Manchinha
Em dezembro de 2018, a filial em Osasco virou notícia após um cão vira-latas morrer assassinado por um dos seguranças do estabelecimento. O homem recebera ordens superiores para retirar o animal da loja, e para isso teria oferecido mortadela envenenada, além de espancá-lo com uma barra de alumínio, resultando na morte do cachorro. Diante da repercussão a níveis nacional e internacional, o Carrefour emitiu comunicado oficial sobre o ocorrido em suas redes. Após a abertura de inquérito pela Polícia Civil de São Paulo, o funcionário responsável pelo assassinato foi declarado réu e respondeu em liberdade por crime de abuso e maus-tratos a animais. A filial foi multada em R$ 1 milhão pelo ocorrido.

### Morte na loja em Pernambuco
Em 14 de agosto de 2020, em uma loja de Recife, Moisés Santos, um promotor de vendas em serviço, teve um infarto e faleceu dentro da loja. O corpo do funcionário terceirizado foi coberto por guarda-sóis e caixas de papelão e a loja continuou funcionando normalmente, o que gerou controvérsia e revolta nas redes sociais. O Carrefour Brasil, em nota, pediu desculpas e assimiu que "errou ao não fechar a loja imediatamente após o ocorrido à espera do serviço funerário, bem como não encontrou a forma correta de proteger o corpo do Sr. Moisés". A empresa afirmou ainda que "mudou as orientações aos colaboradores para situações raras como essa – incluindo a obrigatoriedade do fechamento da loja". A matriz do Carrefour na França declarou que a empresa errou e que a forma com que o caso foi conduzido "não foi apropriada".

### Assassinato de João Alberto Freitas em Porto Alegre
No dia 19 de novembro de 2020, um dia antes do Dia da Consciência Negra, João Alberto Silveira Freitas, um homem negro de quarenta anos, foi assassinado pelos seguranças Magno Braz Borges e Giovane Gaspar da Silva, policial militar e ex-militar, numa loja do Carrefour no bairro Passo D'Areia, em Porto Alegre. Ambos eram contratados da empresa Vector, sendo que Silva não tinha autorização para trabalhar como segurança.
Os dois seguranças conduziram o homem até o estacionamento da unidade e o espancaram, asfixiando-o até a morte, em ato explícito de racismo. Conforme testemunhas, João Alberto pedia por ajuda e suplicava que o deixassem respirar. Os seguranças impediram que outras pessoas interviessem, mesmo com gritos de que estavam matando o homem. Um entregador que estava no local e filmou o homicídio relatou que os assassinos tentaram apagar o vídeo e o ameaçaram. Os seguranças foram presos preventivamente acusados por homicídio qualificado.
O assassinato de João Alberto provocou uma onda de manifestações em frente a lojas do Carrefour pelo país afora no dia 20 de novembro.